# Thomas Preston
Thomas Preston (1585-1655) was een jongere zoon van de vierde burggraaf van het Ierse Gormanstown en legeraanvoerder die werkte voor de Spaanse koning Filips III. Hij was in de jaren 1605-1641, onderdeel uitmakend van de Tachtigjarige Oorlog, actief in de Nederlanden.
In 1605, sloot Preston zich aan bij Henry O'Neill's Ierse compagnie in het Spaanse leger. Hij vocht in de Spaanse Nederlanden en de Palts tot 1625. Toen ook de oorlog uitbrak tussen Spanje en Engeland verliet hij deze compagnie. Nadat het Verdrag van Londen (1630) getekend was ging hij weer bij het Spaanse leger in dienst, en rekruteerde toen zijn eigen compagnie. Hij vocht voor Spanje tegen de Nederlanders en de Fransen in het Beleg van Leuven en nog heftiger in het Beleg van Gennep in 1641. Tijdens deze belegering wist hij een maand lang stand te houden tegen de legers van Frederik Hendrik en een eervolle overgave af te dwingen. Hierna ging Preston terug naar de Britse eilanden om deel te nemen aan de Engelse Burgeroorlog. 
Thomas Preston trouwde twee keer: in 1613 met Claire van der Eycken, dochter van familie van der Eycken - Estor uit Brabant. Na haar dood in 1623 huwde hij met de weduwe Marguerite de Namur. Preston kreeg drie zonen en zes dochters.  
Preston stierf in oktober 1655 te Parijs in Frankrijk.